# Sandor Vidak
Sandor Vidak (Budapest, 1911 - 1990) was een (bar-)pianist en licht-improviserend vertolker onder andere spelend in het Kurhaus in Scheveningen. Vidak werd benoemd tot Ridder in de orde van Oranje Nassau.

## Biografie
Vidak kwam uit een muzikale familie; zijn vader was een bekende violist en bandleider, ook al zijn ooms waren violisten en zijn moeder genoot enige bekendheid als pianiste. Als violist en later als pianist was Sandor hoofdzakelijk autodidact maar thuis kreeg hij e.e.a. natuurlijk wel met de paplepel ingegeven (hij speelde zelfs enige tijd mee in het orkest van zijn vader). Als leerling aan het seminarie verdiepte hij zich verder in de muziek en kreeg meer belangstelling voor een professionele carrière. Tegelijk ontwaakte daar zijn liefde voor de jazz die hij op de radio hoorde en kwam zijn voorkeur voor de piano bovendrijven. Hij oefende hard en al op zijn 17e begon hij als piano-entertainer her en der in Wenen te spelen. Het was onmiddellijk een groot succes, in binnen- en buitenland. In 1937 kreeg hij een contract voor twee maanden in het Kurhaus in Scheveningen. Nederland werd zelfs zijn thuisland, waar hij in 1940 verrast werd door de inval van de Duitsers. Doordat hij formeel stateloos was kon hij Nederland niet meer verlaten. In 1941 volgde de ontmoeting met de Nederlandse Aty Waasdorp (geb. 1924), met wie hij in 1949 zou trouwen, uit welk huwelijk 1 dochter is geboren. Door de ontstane vriendschappelijke band met de familie Waasdorp kon Vidak tijdens de oorlog onderdak bij hen krijgen om oproepen en razzia's voor dwangarbeid in Duitsland te ontlopen. In 1942 ging Eddy Christiani korte tijd bij Vidak in de Caramella bar in Amsterdam spelen. De Nederlandse nationaliteit heeft Vidak in 1950 gekregen.
In 1956 verzorgde Vidak de muzikale omlijsting (filmmuziek) naast een explicateur bij het tonen van stomme films van het eerste uur, bij het 60-jarig bestaan van het eerste Nederlandse bioscooptheater in het Kurhaus.
Vanaf zijn huwelijk heeft hij in Scheveningen gewoond, waar in de jaren na de oorlog veel live (dans)muziek in het uitgaansleven klonk. Hij was te horen op de radio en in 1961 vierde hij zijn 20ste jaar als barpianist van het Kurhaus, in die tijd voor musici een plaats van hoog aanzien. Daar speelde hij in de zomermaanden van mei tot oktober, maar in het najaar en de winter was het in Scheveningen te rustig en verbleef Vidak doorgaans in het buitenland, vooral in Zürich. Hij speelde daar o.a. in de Widderbar (Widdergasse 6) en met terugkerende regelmaat in het als luxe bekende ‘Dolder Grand Hotel’. Ook Scandinavië en Zuid-Amerika werden in de loop der jaren aangedaan.
Eind jaren 60 en in 1970 verscheen hij ook op de televisie in een kort intermezzo 'Rendez-Vouz met Vidak' (KRO).
In 1978 werd Vidak getroffen door een hersenbloeding, wat zijn lichaamscontrole en daarmee zijn pianospel negatief beïnvloedde. In 1981 werd hij benoemd tot Ridder in de orde van Oranje Nassau. Twee jaar later verhuisden hij en zijn vrouw naar het Belgisch Plein in Scheveningen, vlak bij het Kurhaus. Hij overleed in 1989 in huize Bosch en Duin en werd begraven op de begraafplaats aan de Kerkhoflaan.
Vidak speelde zowel bekende Franse, Duitse en Engelse 'tunes' als klassiek en jazz, waarbij hij ook zong. Door een goed geheugen kon hij publieksverzoeken bij het opnieuw ontmoeten weer inzetten, zonder dat hiernaar opnieuw werd gevraagd. Onder meer dirigent Leopold Stokowski was een liefhebber van Vidaks pianowerk.

## Discografie
| Titel | Opname                         | Label                               | Uitgave        |
| --- | ------------------------------ | ----------------------------------- | -------------- |
| Sandor Vidak (A little on the Lonely Side, There I’ve Said It Again, Sentimental Journey, I Wish I Knew)                                                                                 | 1946                           | Decca 321196                        |                |
| Sandor Vidak, piano met rhythmische begeleiding. (Laughing on the Outside, The Gypsy, Long Ago and Far Away, Till Then, It’s Been a Long Long Time)                                      | (eind) 1946                    | Decca D/M 32156                     |                |
| Sandor Vidak (That’s my desire, Once upon a wintertime, She’s funny that way, You go to my headGuilty, Where or when)                                                                    | december 1947                  | Decca D/M 32307                     |                |
| Sandor Vidak (All the Things You Are, Cynthia’s in Love, It’s Only a Paper Moon, As Times Goes By, Guilty, For Sentimental Reasons)                                                      | 1947 of 1948                   | Decca                               |                |
| Sandor Vidàk – piano met rhythmische begeleiding (Music, Maestro, Please, Pennies from Heaven, Thanks for the Memory, Louise, Paris Stay the Same, My Kid’s a Crooner)                   | mei of juni 1948               | Decca D/M 32370                     | 1949           |
| Sandor Vidàk met rhythmische begeleiding (Foxtrot Potpourri I – Laura, Golden Earrings, We´ll Gather Lilacs; Foxtrot Potpourri – II - -Woody Woodpecker, Heartbreaker, Civilization)     | oktober of begin november 1948 | Decca D/M 32486; Phi/PH 5081 (BRD)  | 1949           |
| Sandor Vidàk met rhythmische begeleiding (Piano Medley No. 7 - The Dickey Bird Song, Vissza Sirje Majd, C’est Si Bon, Szeretnék Május Éjszakákon, Guten Abend, Schöne Frau)              | juni of juli 1950              | Decca D/M 32924; Phi/PH 5197 (BRD)  |                |
| Sandor Vidàk met rhythmische begeleiding (Piano Medley No. 12 - I Wanna Be Loved, Unless, Be My Love, I’ve Got You under My Skin, Bill, How High the Moon)                               | februari of maart 1952         | Philips AA 17000.1 H                |                |
| Sandor Vidàk met rhythmische begeleiding (Piano Medley No. 14 – Deep Purple, Tea for Two, You Made Me Love You, Wishing, Bye Bye Blackbird, I’ll See You In My Dreams, Auf Wiederseh’n)) | 1952                           | Decca 34479                         |                |
| Tom Eric and Sandor Vidak |                                | Philips 2EP (7”)                    |                |
| From Budapest to New York (The Way You Look Tonight, Szeret E Még, Sans Vous, Was Weisst Denn Du, Ne Vedd Fel az Uj Ruhád, They Can’t Take That Away from Me)                            | oktober 1951                   | P10033R                             | uiterlijk 1954 |
| Van Boedapest naar New York met Sandor Vidak |                                | Philips Minigroove                  |                |
| At the Kurhaus-bar Scheveningen (live) |                                | Philips Microgroove P01003S (78rpm) |                |
| Plays your favourite background music | 1961                           | RCA Camden LP                       | 1961           |
| Sandor Vidak |                                | The Golden Label Hep HN 4141        | 1961           |
| Piano Cocktails |                                |                                     |                |
| Around the world with Sandor Vidak |                                | Westside 6802 668 LP                |                |
| Relaxing with Sandor Vidak in Scheveningen |                                | RCA LP                              | 1972           |
| At the Kurhaus-bar, Scheveningen | 1961/1964                      | Mercury 512 763-2 CD                | 1992           |
| The many faces of |                                | Dureco 1165762 CD                   | 1993           |

## Contributie
| Titel             | Werk                                             | Label                    | Uitgave |
| ----------------- | ------------------------------------------------ | ------------------------ | ------- |
| Coffee House Jazz | Piano Medley: Je Suis Seul Çe Soir - J'Attendrai | Loen Entertainment (2CD) | 2008    |

## Verwijzingen
- 125 Jaar Belgisch Park, De ontwikkeling van Nieuw Scheveningen, wonen tussen bad en stad, Paul Crefcoeur/Jan van Pesch 2009, ISBN 9059941942.